# Де Буэн, Диего
Диего Эдурадо де Буэн Хуарес (исп. Diego Eduardo de Buen Juárez; 3 июля 1991, Мехико, Мексика) — мексиканский футболист, полузащитник клуба «Сантос Лагуна».

## Клубная карьера
Де Буэн — воспитанник клуба «УНАМ Пумас». 28 августа 2011 года в матче против «Крус Асуль» он дебютировал в мексиканской Примере. Из-за высокой конкуренции Диего не часто выходил на поле и в 2012 году он на правах аренды перешёл в «Пуэблу». 21 июля в поединке против «Тихуаны» Де Буэн дебютировал за новый клуб. 26 августа в матче против «Сан-Луиса» Диего забил свой первый гол за «Пуэблу».
В 2013 году Де Буэн перешёл в «Пачуку». 2 мая в поединке против своего бывшего клуба УНАМ Пумас он дебютировал за новую команду. 8 мая 2014 года в матче против «Сантос Лагуна» Диего забил свой первый гол за «Пачуку».
Летом 2015 году Де Буэн присоединился к «Тихуане». 20 сентября в матче против «Леона» он дебютировал за новый клуб. В начале 2016 года Диего перешёл в «Сантос Лагуна». 30 января в матче против «Керетаро» он дебютировал за новый клуб. В 2018 году Де Буэн помог клубу выиграть чемпионат.

## Международная карьера
В 2011 году в составе молодёжной сборной Мексики Де Буэн выиграл молодёжный чемпионат КОНКАКАФ в Гватемале. На турнире он сыграл в матчах против команд Кубы, Канады, Коста-Рики, Тринидада и Тобаго и Панамы. В поединке против канадцев Диего забил гол.
В июле он поехал на Кубок Америки в Аргентину. Де Буэн был запасным и дебютировать за сборную Мексики на турнире он так и не смог. В августе Диего принял участие в молодёжном чемпионате мира в Колумбии. На турнире он сыграл в матчах против команд Аргентины, Северной Кореи, Англии, Камеруна, Колумбии, Бразилии и Франции. В поединке против Северной Кореи Де Буэн забил гол, а по итогам турнира помог молодёжной национальной сборной завоевать бронзовые медали.

## Достижения
Командные
 «Сантос Лагуна»
- Чемпионат Мексики по футболу — Клаусура 2018

Международные
 Мексика (до 20)
- Чемпионат КОНКАКАФ среди молодёжных команд — 2011
- Чемпионат мира по футболу среди молодёжных команд — 2011